# NGC 1295
NGC 1295 je galaksija u zviježđu Eridan.

## Vanjske poveznice
- SEDS: NGC 1295